# Балаев, Дмитрий Александрович
Дмитрий Александрович Балаев (род. 22 августа 1971 года) — российский учёный-физик, директор Института физики имени Л. В. Киренского СО РАН.

## Биография
В 1993 году — окончил Красноярский государственный университет.
В 1997 году — защитил кандидатскую диссертацию, тема: «Транспортные свойства гетерогенных высокотемпературных сверхпроводников с межкристаллитными границами непосредственной проводимости».
В 2010 году — защитил докторскую диссертацию, тема: «Механизмы магниторезистивного эффекта в гранулярных высокотемпературных сверхпроводниках».
С 1997 года работает в Институте физики имени Л. В. Киренского СО РАН, пройдя путь от научного сотрудника до заведующего лабораторией резонансных свойств магнитоупорядоченных веществ (с 2015 года), а с 2017 года — директор института.
Область научных интересов: сверхпроводимость, физика магнитных явлений, магнитные наночастицы.
Автор более 100 научных работ.